# Saab Draken
Die Saab 35 Draken (auf Deutsch übersetzt Drachen/Drache) ist ein einstrahliges Überschallkampfflugzeug, das von Saab für die schwedischen Luftstreitkräfte entwickelt wurde. Sie löste dort die Vorgängermuster Saab 29 Tunnan und Saab 32 Lansen ab.

## Entwicklung

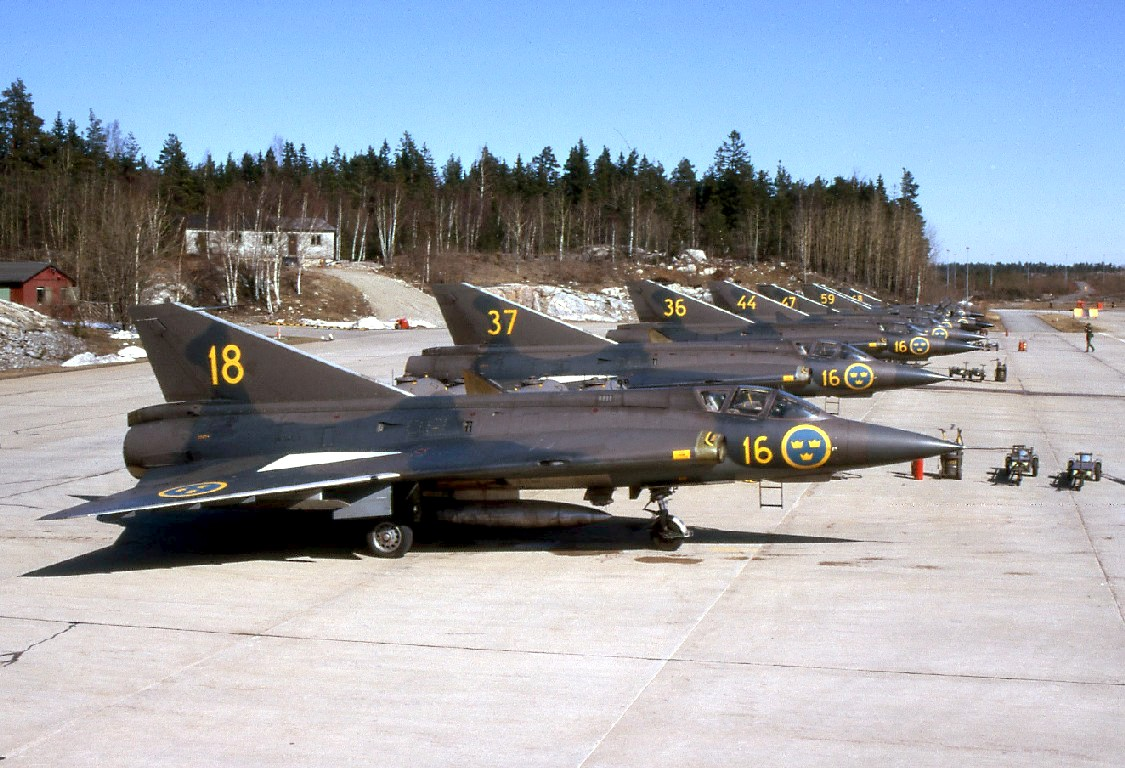
Schwedische Saab J 35A

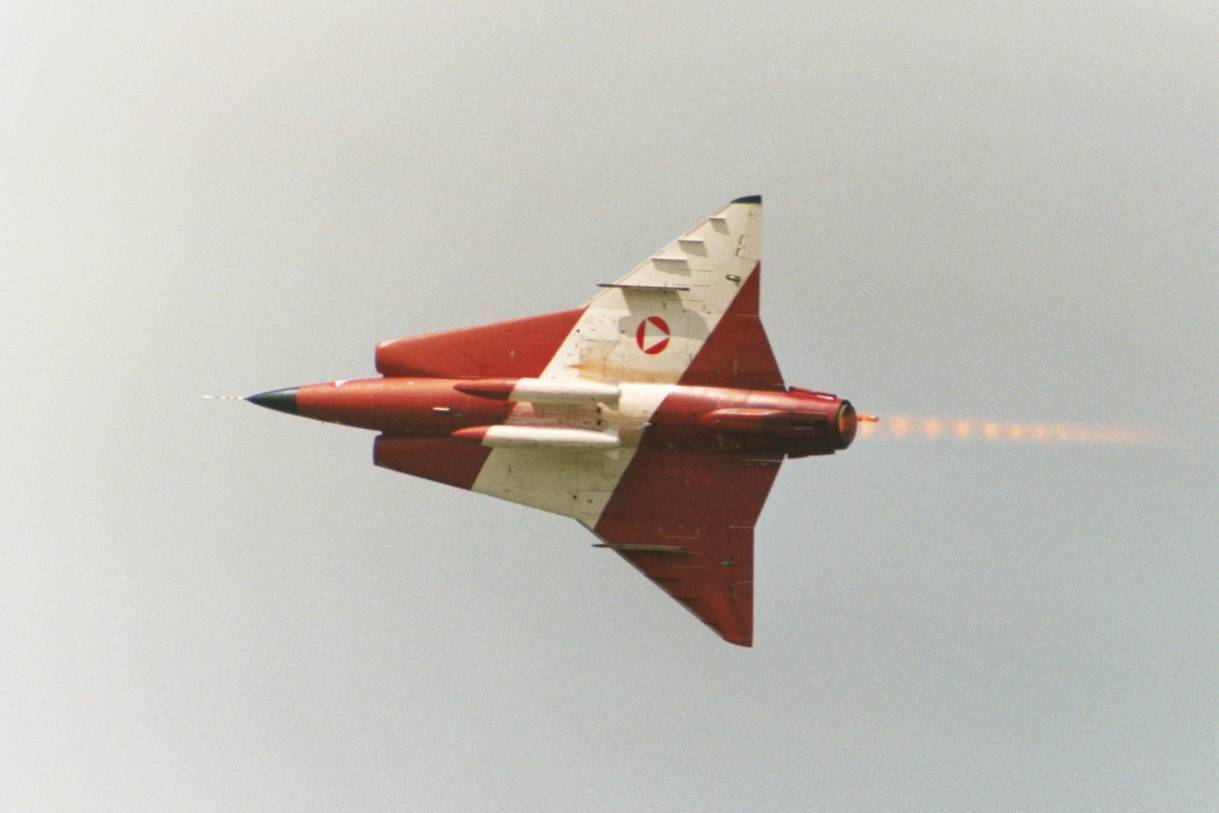
Unterseite eines Saab Draken des österreichischen Bundesheeres

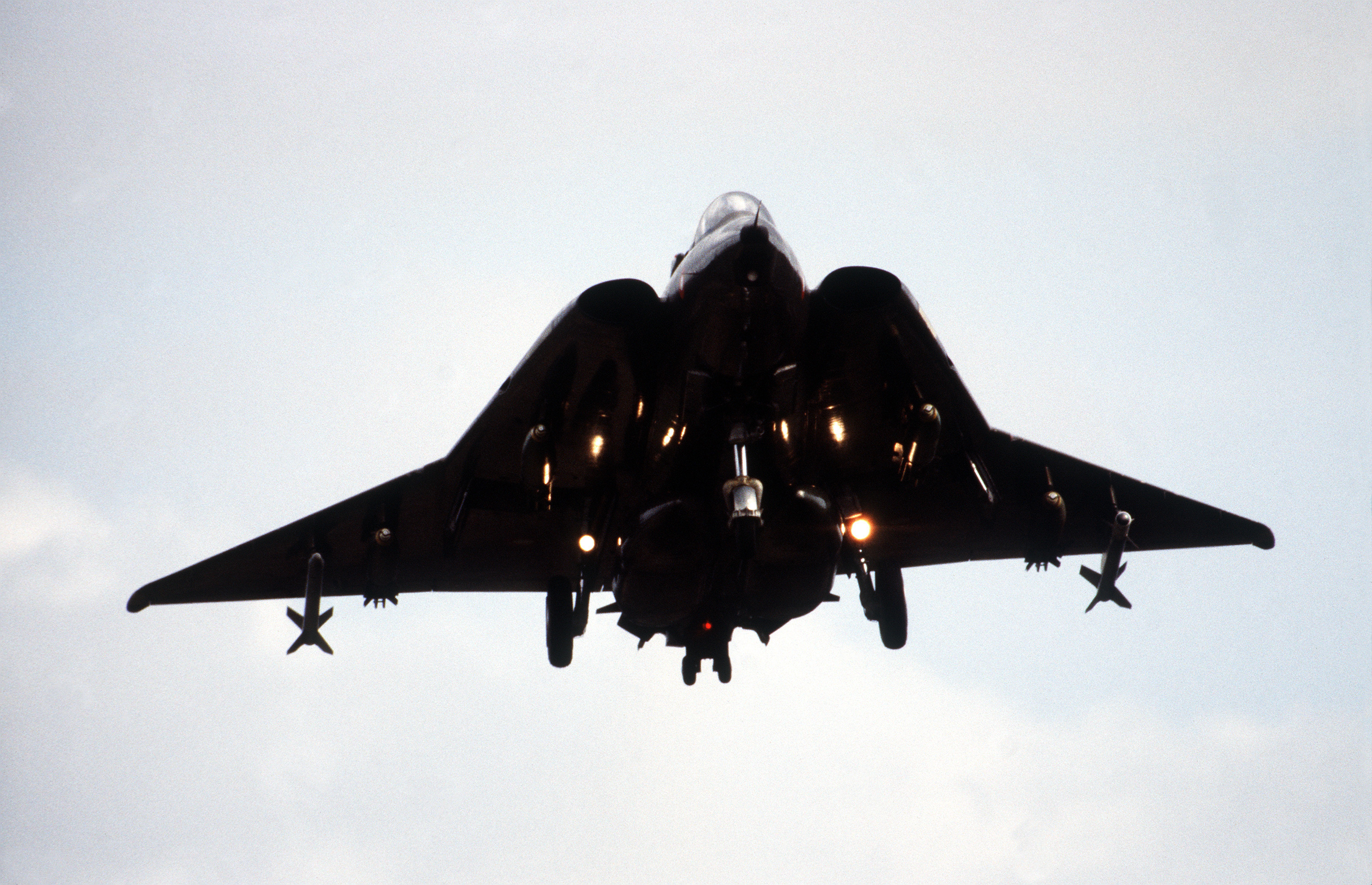
Dänische Draken während eines NATO-Manövers 1989

Schon bald nachdem die schwedische Luftwaffe der Entwicklung und Produktion der Saab 32 zugestimmt hatte, erstellte sie bereits einen Anforderungskatalog für ein neues einsitziges Jagdflugzeug, das auch Bomber im hohen Überschallbereich abfangen sollte. Neben der hohen Geschwindigkeit und Steigleistung waren gemäß der vorgesehenen Einsatzdoktrin von zahlreichen kleinen Basen zusätzlich STOL-Eigenschaften gefordert. Saabs Konstruktionsgruppe unter der Leitung von Erik Bratt begann 1949 mit ersten Entwürfen und wählte eine Doppel-Delta-Konfiguration, die eine leichte, kompakte Konstruktion versprach. Windkanalversuche bestätigten die Tauglichkeit dieses Konzepts, was 1952 Tests mit einem im Maßstab verkleinerten Versuchsflugzeug Saab 210 „Lill-Draken“ („kleiner Drachen“) nochmals bestätigt wurde. Hiernach erging ein Auftrag zum Bau von drei Prototypen Saab J 35. Die Musterflugzeuge erhielten zum Bugradfahrwerk zusätzlich zwei einziehbare Heckräder. Diese Auslegung gestattete Landeanflüge mit sehr steilem Anstellwinkel, wodurch die Bremswirkung des Deltaflügels optimal genutzt werden konnte.
Der erste Prototyp flog am 25. Oktober 1955 und die beiden anderen folgten im Frühjahr 1956; alle drei besaßen noch ein original britisches Nachbrennertriebwerk Rolls-Royce Avon 200. 1956 lief bereits der Serienbau und die erste Serienmaschine J 35A Draken startete am 15. Februar 1958 zum Erstflug, nunmehr mit dem Svenska-Flygmotor-RM6B-Triebwerk, einer Lizenzfertigung des britischen Rolls-Royce Avon 200 mit eigenentwickeltem Nachbrenner Modell 65.
Die Draken wurde in der schwedischen Luftwaffe durch die Saab 37 Viggen abgelöst.

## Einsatzkonzept
Wie andere schwedische Kampfflugzeuge kann auch der Draken von verbreiterten Hauptstraßen und unvorbereiteten Pisten eingesetzt werden. Für die Landung ist ein Bremsschirm als Unterstützung vorhanden.

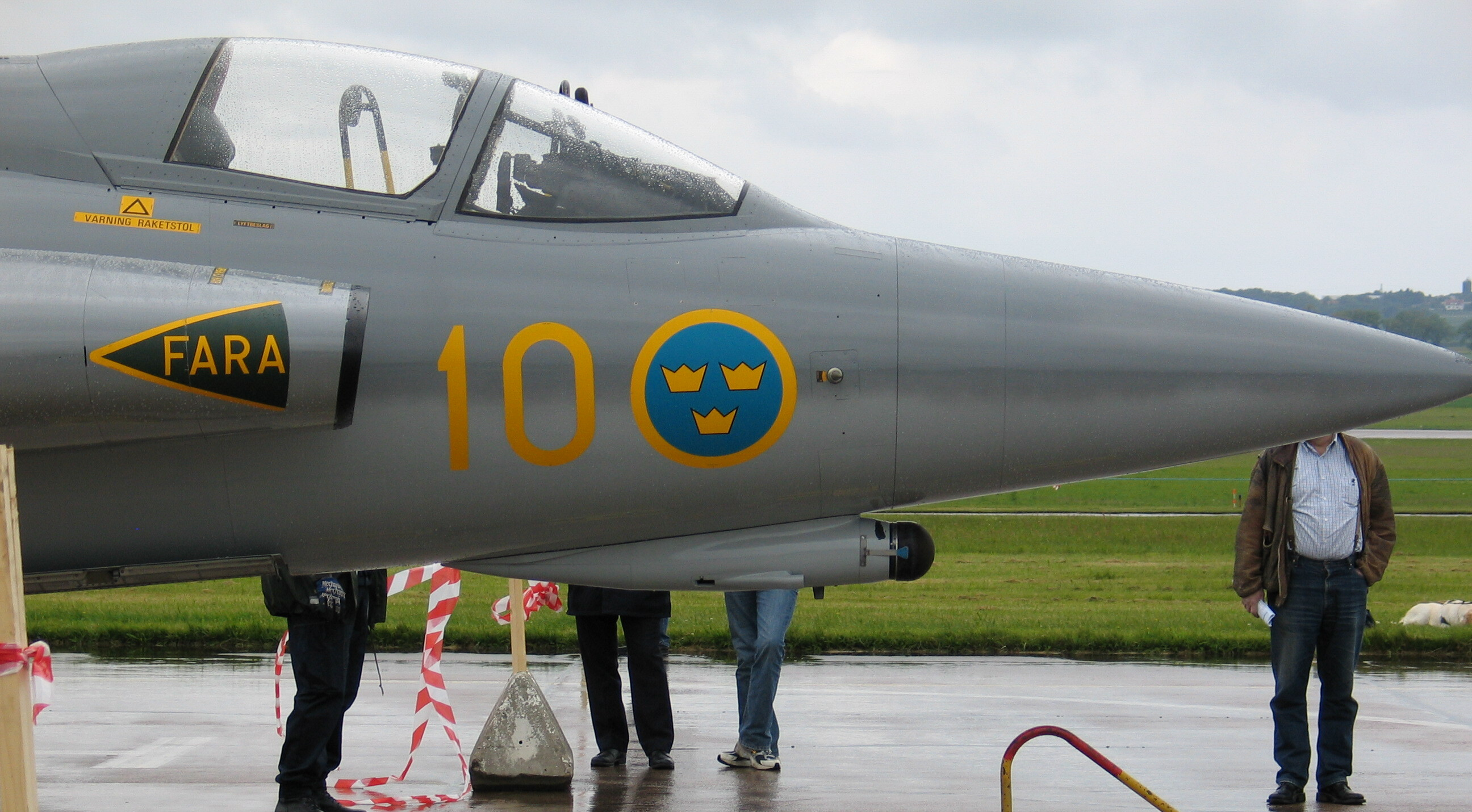
Infrarotzielsystem unter dem Cockpit

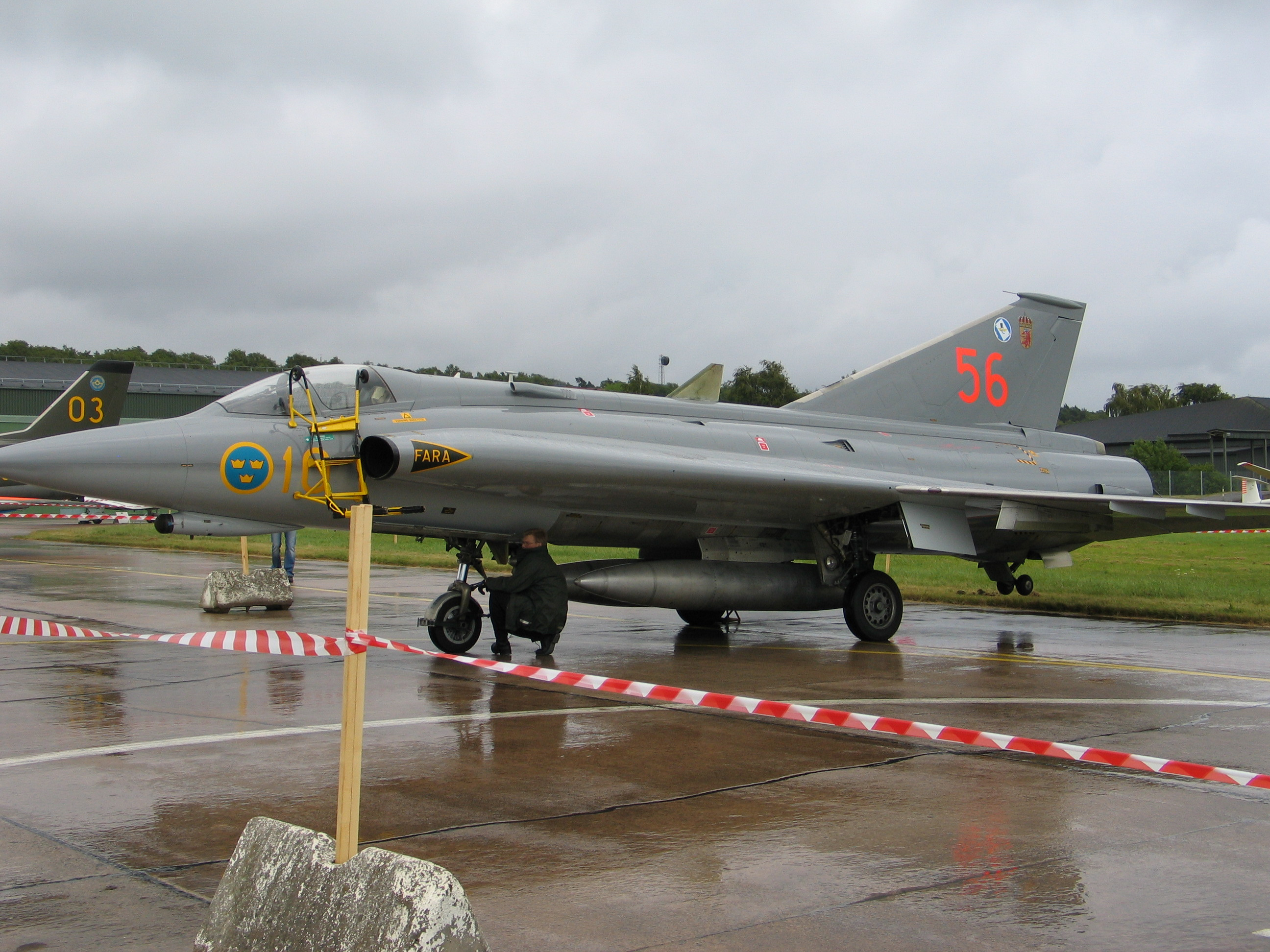
Saab J 35J der schwedischen Luftwaffe (2004)

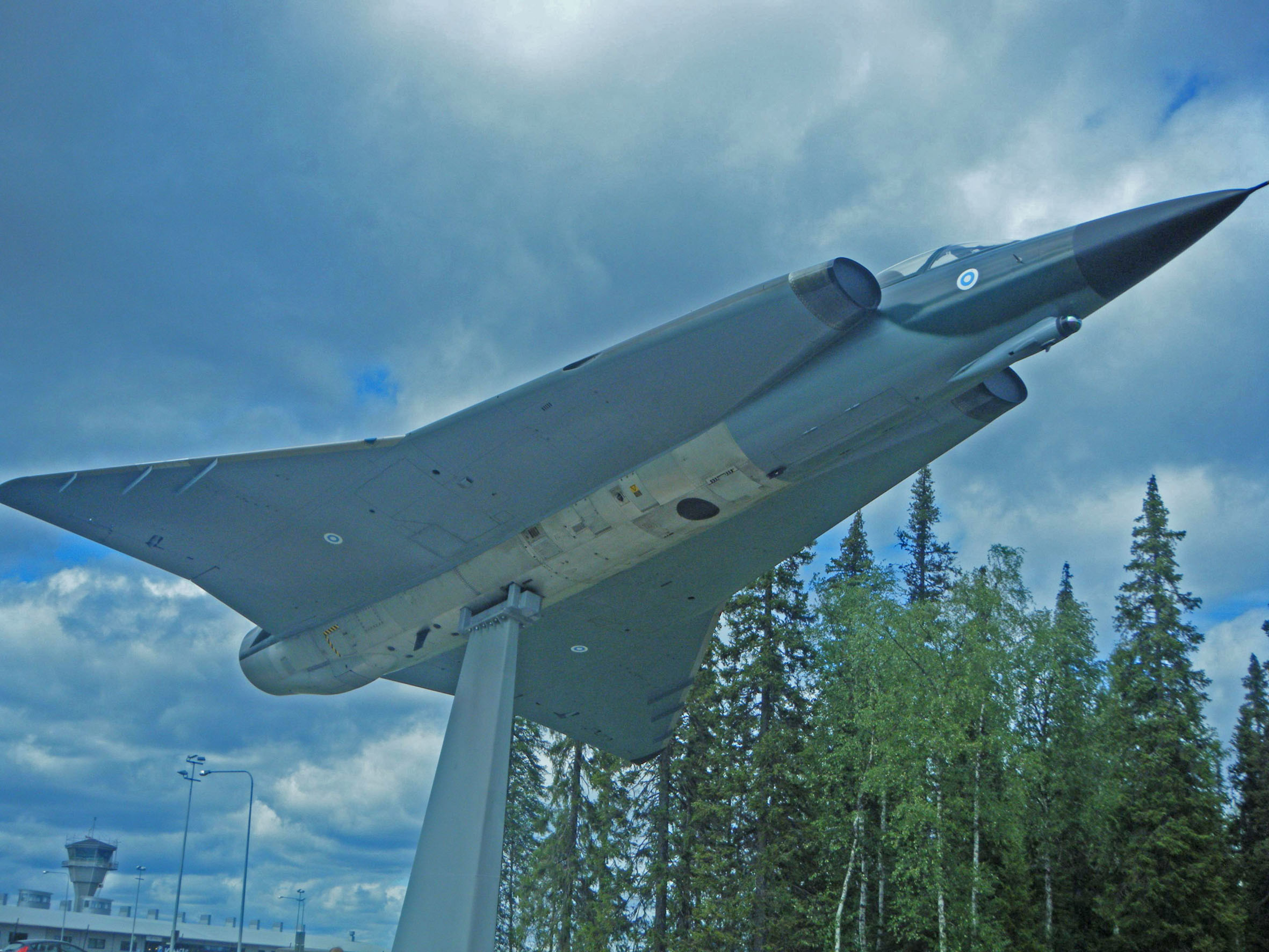
Ausgemusterte Draken der finnischen Luftwaffe

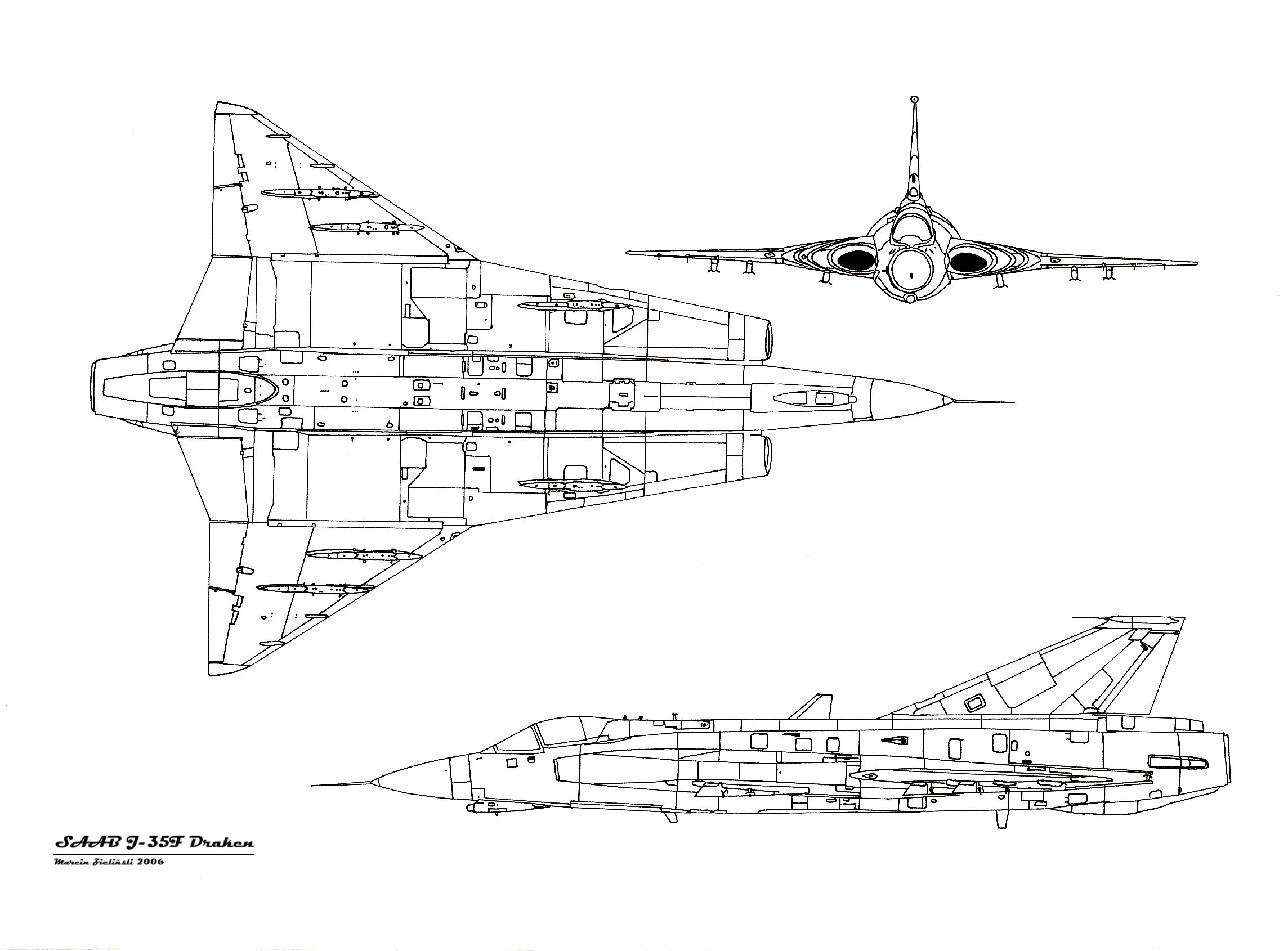
SAAB J-35F Draken

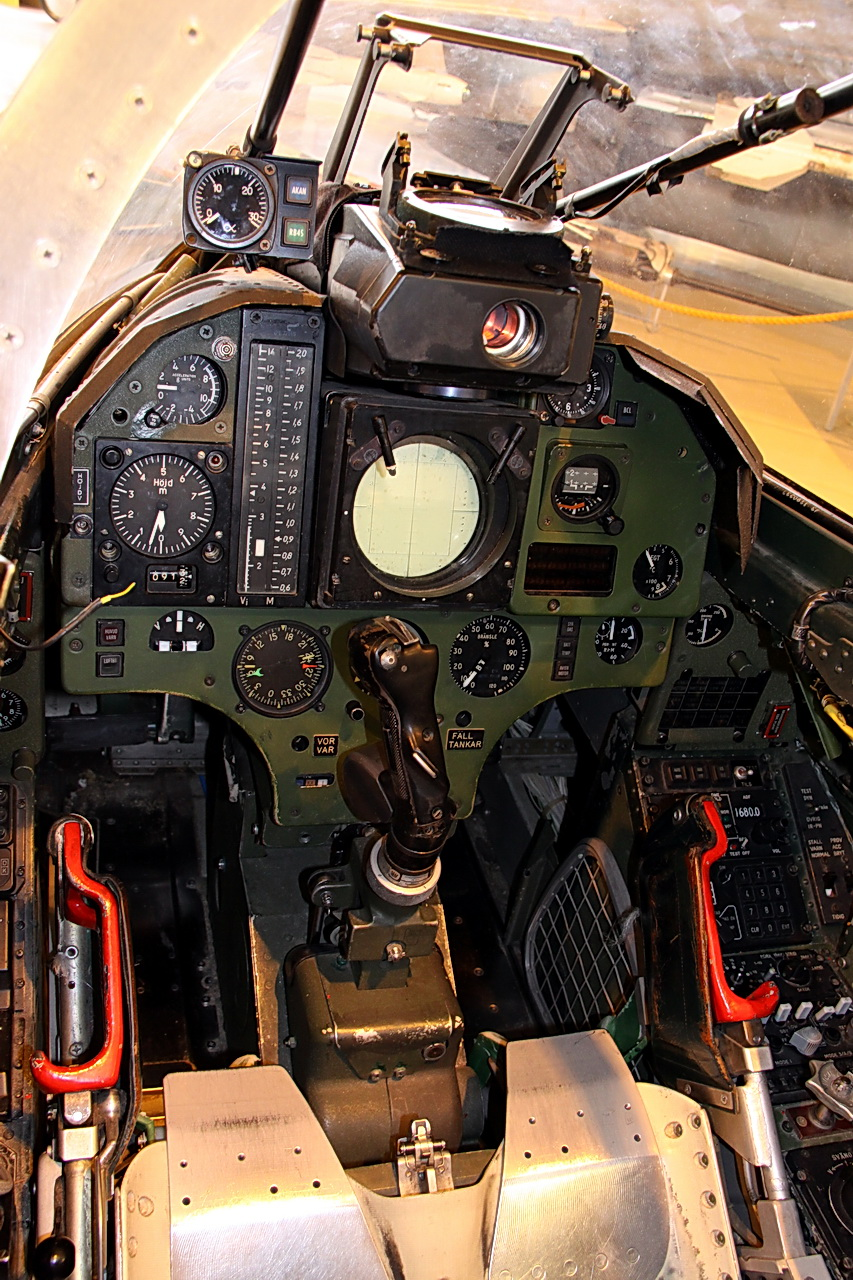
Cockpit einer Saab 35FS Draken

## Versionen

### Grundvarianten

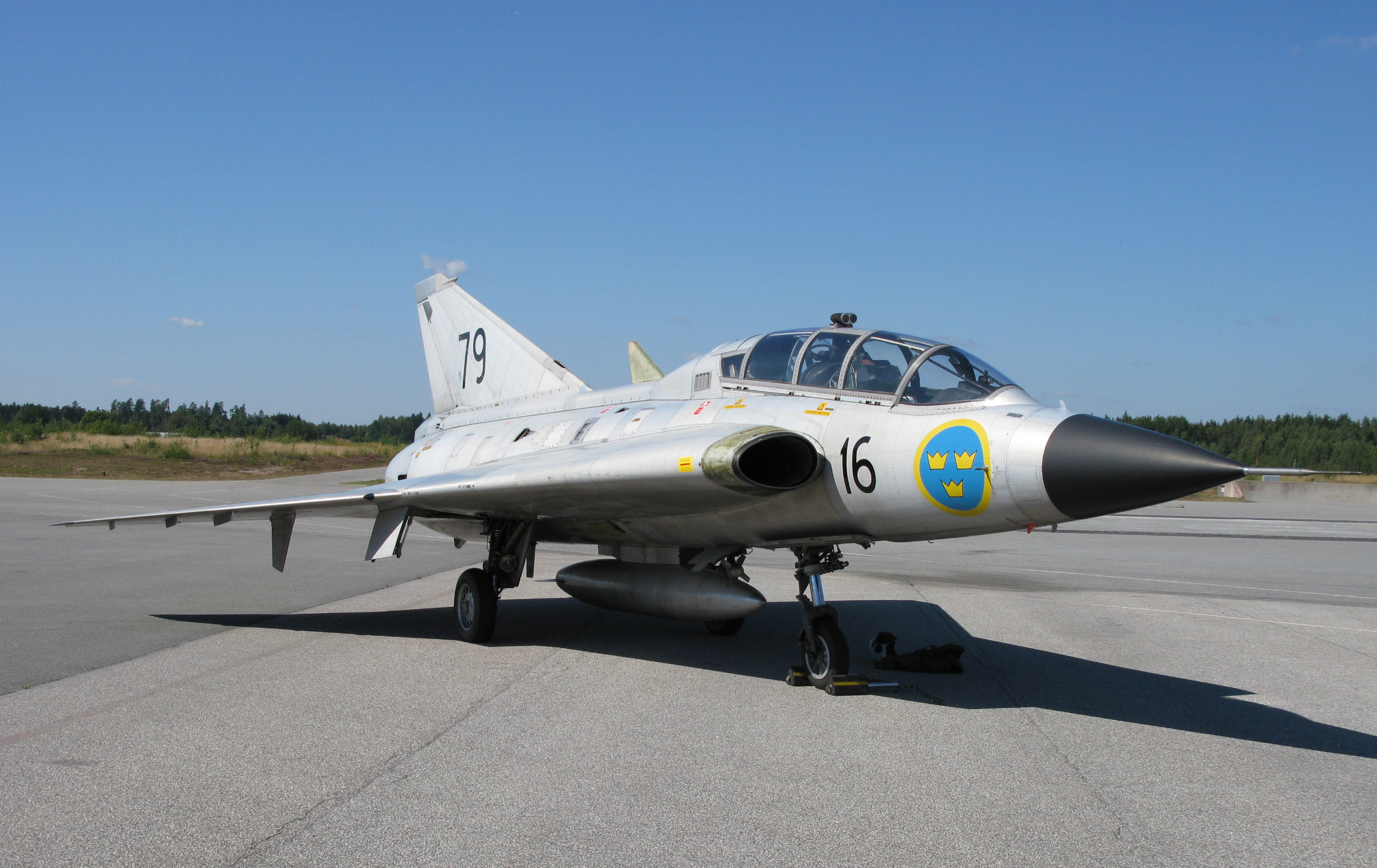
Saab Sk35C, Doppelsitzer der schwedischen Luftwaffe

- Saab J 35A „Draken“ 
 Ab 1960 stand die J 35A im Truppeneinsatz, es wurden 90 Maschinen gebaut.
- Saab J 35B „Draken“ 
 Ab 1961 wurden 73 Maschinen gebaut. Diese hatten ein Kollisions-Radargerät, verlängerten Heckkonus, einziehbare Doppelräder unter dem Heck, verstärkte Bewaffnung und die STRIL-60-Schnittstelle für das Luftverteidigungsnetz/-leitsystem.
- Saab Sk 35C „Draken“ doppelsitzige Kampfflugzeuge 
 Die C-Version gab es nur als nicht kampftaugliches Trainingsflugzeug Sk 35C (25 umgebaute J 35A).
- Saab J 35D „Draken“ 
 Die J 35D folgte 1963 mit einem leistungsstärkeren RM6C-Triebwerk, erhöhter Treibstoffkapazität, einem neuen Schleudersitz und modernisierter Elektronik (90 Stück gebaut).
- Saab S 35E „Draken“ 
 Für taktische Aufklärungszwecke entstand die S 35E auf Basis der J 35D. Im Bug befand sich kein Radargerät, dafür zwei Ska-16B- und drei Ska-24-OMERA-Kameras. Inklusive einiger umgerüsteter J 35D entstanden 60 Maschinen.
- Saab J 35F „Draken“ 
 Von der J-35F wurden 230 Maschinen gebaut, mit denen auch 1974 die Produktion der Saab 35 endete.
- Saab J 35F-1 „Draken“ 
 Diese Subvariante verwendete das leistungsgesteigerte RM6C-Triebwerk mit einem Nachbrenner vom Typ 67. Mit dem Einbau neuer Avionik entfiel hierbei eine Bordkanone.
- Saab J 35F-2 „Draken“ 
 Mit der J 35F bzw. noch einmal modernisierten J 35F2 wurde die Elektronik modernisiert. Die Rb27- sowie Rb28-Flugkörper konnten in Verbindung mit dem neuen Ericson-PS-011/A-Radar sowie dem Hughes-S-71N-Infrarotsuchsensor verwendet werden.
- Saab J 35J „Draken“ 
 Als J 35J werden 64 ab 1987 modernisierte J-35F-2-Maschinen bezeichnet. Sie hatten unter den Lufteinläufen zwei zusätzliche Aufhängestationen sowie verbessertes Radar und ein IFF-Gerät.

### Exportvarianten

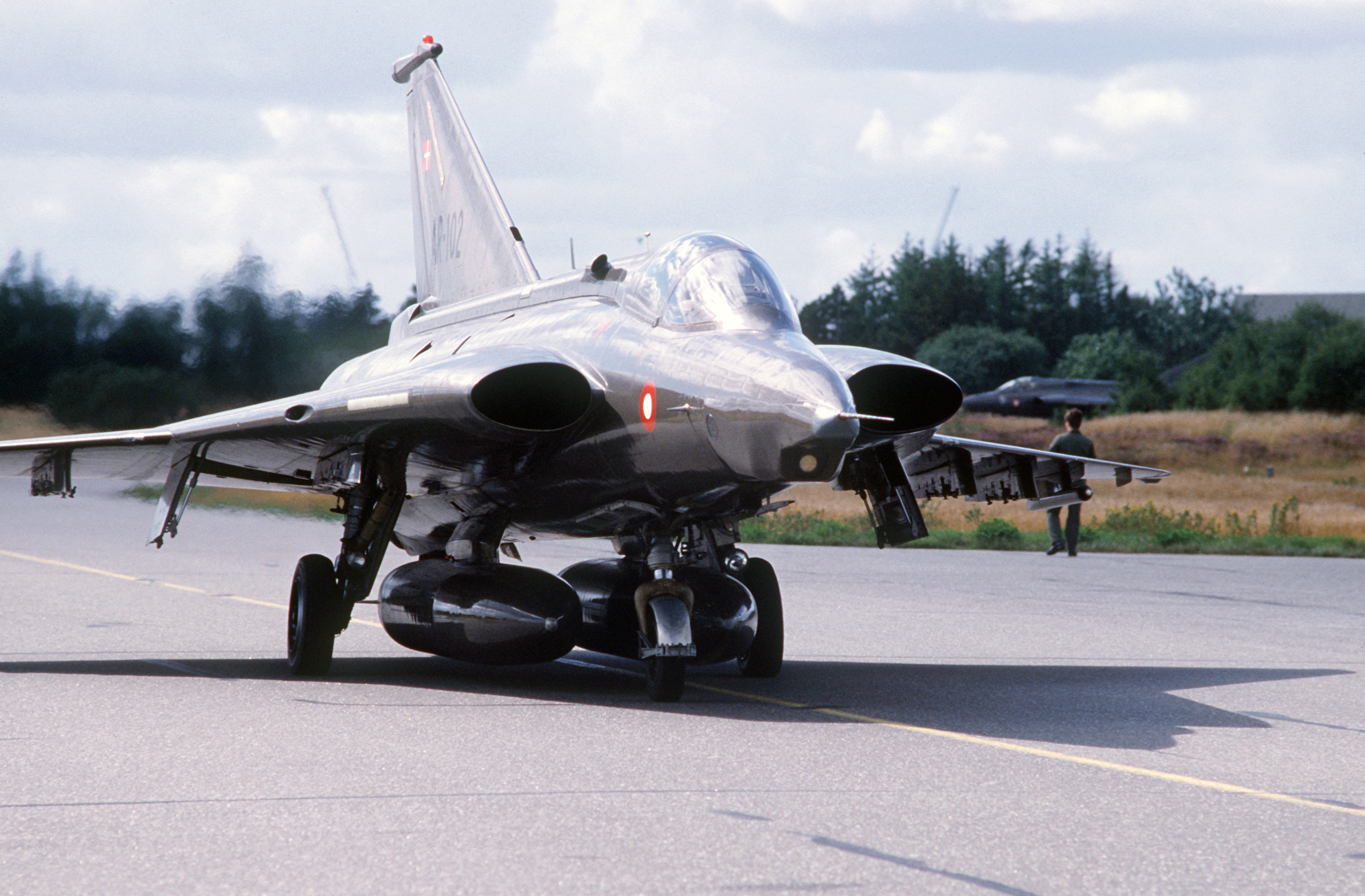
Dänische RF-35 während der Übung OKSBOEL '86 auf dem Luftwaffenstützpunkt Karup

- Saab A 35XD „Draken“ 
 Jagdbomber für Dänemark, das insgesamt 51 Maschinen erhielt, darunter waren auch 20 F-35 (entsprach ausrüstungsmäßig der schwedischen J 35F). Sie unterscheidet sich jedoch durch die Abstufung unterhalb der Nase für den Ferranti-Laserentfernungsmesser und den RWR in der Seitenflosse. Andere Unterschiede zur J 35F sind zwei Bordkanonen und das fehlende Radargerät.
- Saab RF-35 „Draken“ 
 Die dänische Aufklärer-Version entsprach der schwedischen S 35E mit sechs 70-mm-Vinten-Kameras in der Nase und wurde werksintern als S 35XD bezeichnet. Zusätzlich wurde der „Red Baron“-IR-Aufklärungsbehälter mitgeführt.
- Saab TF-35 „Draken“ 
 Die dänische Trainer-Version wurde werksintern als Sk 35XD bezeichnet. Sie unterschied sich ebenfalls durch den Laserentfernungsmesser unterhalb der Nase.
- Saab J 35BS „Draken“ 
 Finnische Jäger, die aus schwedischen J-35B-Beständen geleast wurden.
- Saab J 35CS „Draken“ 
 Finnische Trainer, die aus schwedischen Sk-35C-Beständen stammen.
- Saab J 35FS „Draken“ 
 Finnische Jäger, die aus schwedischen J-35F-Beständen stammen.
- Saab J 35XS „Draken“ 
 Bei Valmet in Lizenz hergestellte zwölf J-35BF-2-Jäger, jedoch ohne Datalink und lediglich mit AIM-9-Lenkwaffen.
- Saab J 35Ö „Draken“ 
 1985 wurde von Österreich beschlossen, für den Ausbau der Luftraumüberwachung 24 gebrauchte schwedische J 35D anzukaufen, welche 1988 als "J 35Ö" geliefert wurden. Sie verfügten aufgrund von Staatsvertragsbestimmungen, die den Besitz von Lenkwaffen untersagten, anfangs über keine AIM-9P Sidewinder. Diese wurden erst in den 1990er-Jahren nachgekauft.

## Technische Daten
| Kenngröße              | J 35D                                                       | J 35F                                                       |
| ---------------------- | ----------------------------------------------------------- | ----------------------------------------------------------- |
| Besatzung              | 1                                                           | 1                                                           |
| Länge                  | 15,35 m                                                     | 15,35 m                                                     |
| Spannweite             | 9,40 m                                                      | 9,40 m                                                      |
| Höhe                   | 3,89 m                                                      | 3,89 m                                                      |
| Flügelfläche           | 49,20 m²                                                    | 49,20 m²                                                    |
| Flügelstreckung        | 1,8                                                         | 1,8                                                         |
| Flächenbelastung       | 166 kg/m²                                                   | –                                                           |
| Leermasse              | 8.250 kg                                                    | 7.425 kg                                                    |
| Startmasse             | maximal 11.917 kg                                           | normal 9.250 kg maximal 10.280 kg                           |
| Treibstoffvorrat       | 3000 l                                                      | –                                                           |
| Triebwerke             | 1 TL Svenska Flygmotor RM6C Typ 66, 7761 kp mit Nachbrenner | 1 TL Svenska Flygmotor RM6C Typ 67, 8000 kp mit Nachbrenner |
| Höchstgeschwindigkeit  | 2124 km/h in 11.000 m                                       | 2124 km/h in 11.000 m                                       |
| Steiggeschwindigkeit   | 200 m/s in Bodennähe                                        | 250 m/s in Bodennähe                                        |
| Steigzeit auf 15.200 m | –                                                           | 4:30 min                                                    |
| Dienstgipfelhöhe       | 18.300 m                                                    | 20.000 m                                                    |
| Reichweite             | maximal 2000 km                                             | normal 1120 km                                              |
| Startstrecke           | –                                                           | 1550 m                                                      |

## Rettungssysteme
In der Draken war ein von Saab entwickelter Zero/Zero-Schleudersitz vom Typ 73SE-F installiert.

## Bewaffnung

### Im Rumpf integrierte Rohrwaffen
- 2 × 30-mm-Revolver-Maschinenkanonen ADEN M-55 in den Flügelwurzeln mit je 90 Schuss Munition

### An 13 Außenlaststationen (bis zu 2900 kg)
Luft-Luft-Lenkflugkörper
- 6 × Startschienen für je 1 × RB24 (Robotsystem 24, schwedische Lizenzproduktion der Raytheon AIM-9B „Sidewinder“) – infrarotgesteuert für Kurzstrecken
- 4 × Saab RB-27 (Robotsystem 27, schwedische Lizenzproduktion der Hughes HM-55 / AIM-26B „Falcon“) – halbaktiv radargelenkt für Kurzstrecken
- 4 × Saab RB-28 (Robotsystem 28, schwedische Lizenzproduktion der Hughes HM-58 / AIM-4C „Falcon“) – infrarotgesteuert für Kurzstrecken[4]

Luft-Boden-Lenkflugkörper
- 2 × Martin-Marietta AGM-12B „Bullpup“ – funkgesteuerte Lenkflugkörper (nur Saab 35XD)

Ungelenkte Luft-Boden-Raketen
- 4 × Raketen-Rohrstartbehälter SAAB Raketkapsel M57 für je 19 ungelenkte M55-Luft-Boden-Raketen; Kaliber 75 mm
- 12 × ungelenkte Bofors-135-mm-M56/M60-Luft-Boden-Raketen[5]
- 6 × LAU-261-Raketen-Rohrstartbehälter für je 19 × ungelenkte FFAR-Luft-Boden-Raketen Mk.40; Kaliber 70 mm, (nur Saab 35XD)

Ungelenkte Bomben
- 2 × Mark 83 LDGP
- 4 × Mark 82 „Snake Eye“ (227-kg-Freifallbombe mit Verzögerung) (nur Saab 35XD)
- 4 × Mark 82 LDGP (227-kg-Freifallbomben, nur S35XD)
- 4 × Mark 20 „Rockeye II“ (220-kg-Streubomben, nur S35XD)
- 6 × Bofors m/60 „Lepus“ (80-kg-Leuchtfackelbombe zur Gefechtsfeldbeleuchtung mittels Magnesium, Fall verzögert durch Fallschirm; nur S35E)

Zusatzbehälter
- 4 × abwerfbarer Zusatztank für 530 Liter (140 US-gallons) Kerosin
- 2 × abwerfbarer Zusatztank für 1275 Liter (332 US-gallons) Kerosin (nur F-35F)
- 1 × Vinten „Blue Baron“-Aufklärungsbehälter für fotografische Nassbild-Nachtaufnahmen mit integrierten Blitzapparaten
- 1 × Infrarot-Aufklärungsbehälter Förenade Fabriksverken (FFV) Red Baron (auch als LIRAS bezeichneter Behälter mit IR-Line-Scanner; nur RF-35)
- 1 × Northrop Grumman AN/ALQ-162-EKF-Störbehälter (nur F-35)
- 1 × „Kapsel A“-EKF-Störbehälter (auch bekannt als SAAB-U22-Störkapsel oder KA)[6]
- 1 × „Kapsel B“-Täuschkörperwerfer-Behälter (auch bekannt als Störkapsel BOX 9 oder KB)
- 1 × A-38K-EKF-Störbehälter

## Superstallund Kobramanöver

Eine Saab 35 Draken demonstriert das Kobramanöver

Der Draken gehört zu den Flugzeugen, die im Strömungsabriss aerodynamisch superstabil werden und diesen Zustand nur schwer überwinden können. Diese bekannte als Superstall bezeichnete Schwachstelle der Maschine (s. Deep Stall) konnte sich bei großen Anstellwinkeln zeigen. Das gezielte Einleiten großer Anstellwinkel, um die schnelle, wirkungsvolle Reduzierung des Anstellwinkels zu üben, gehörte daher für die Piloten zum Trainingsprogramm. Aus diesen Trainingsmanövern, einen Superstall zu vermeiden, entwickelte sich richtig gehandhabt eine wirkungsvolle Luftbremse, die eine folgende Maschine überschießen lässt und die bremsende Maschine in Verfolgerposition bringt. Das Flugmanöver wurde von den schwedischen Piloten Kort Parad (dt. kurze Parade im Sinne von schneller Abwehr) genannt und wurde von ihnen im Kalten Krieg, wenn sie z. B. über der Ostsee auf russische Maschinen trafen, demonstriert.
Diese bereits Anfang der 1960er von der schwedischen Luftwaffe mit dem Draken entwickelte Kort Parad wurde erstmals 1989 auf der französischen Flugschau in Le Bourget von Wiktor Pugatschow in der Öffentlichkeit gezeigt und Pugatschows Kobra (Kobramanöver) genannt.

## Nutzerländer
Bei Saab wurden insgesamt 606 Draken-Serienflugzeuge in Linköping gefertigt.
- Dänemark (Flyvevåbnet – dänische Luftstreitkräfte): 51 (20 × A-35 + 20 × RF-35 + 11 TF-35)

- Finnland (Suomen ilmavoimat – finnische Luftstreitkräfte): 48 (12 × J 35XS + 24 × J 35FS + 5 × Sk 35CS + 6 × J 35BS)

- Österreich (Bundesheer – Luftstreitkräfte): 24 × J 35 OE sowie 5 Maschinen als Ersatzteilspender.

- Schweden (Flygvapnet – schwedische Luftstreitkräfte): 556 (90 × J 35A + 61 × J 35B + 90 × J 35D (wovon 24 an Österreich verkauft wurden) + 60 × S 35E + 230 × J 35F + 25 × Sk 35C; aus J 35A umgebaut)

- Zivile Nutzer:

-  Vereinigte Staaten (Flight Research Inc. – The National Test Pilot School (NTPS)): 6 ehemals dänische Draken.
-  Vereinigte Staaten (Flight Test Dynamics LLC): 5 ehemals dänische Draken.
- Schweden (Swedish Air Force Historic Flight): 2 ehemals schwedische Draken: Sk 35C (s/n 35810) (SE-DXP) „F 10-79“ und J 35J (s/n 35556) (SE-DXR) „F 10-56“.

## Museale Rezeption

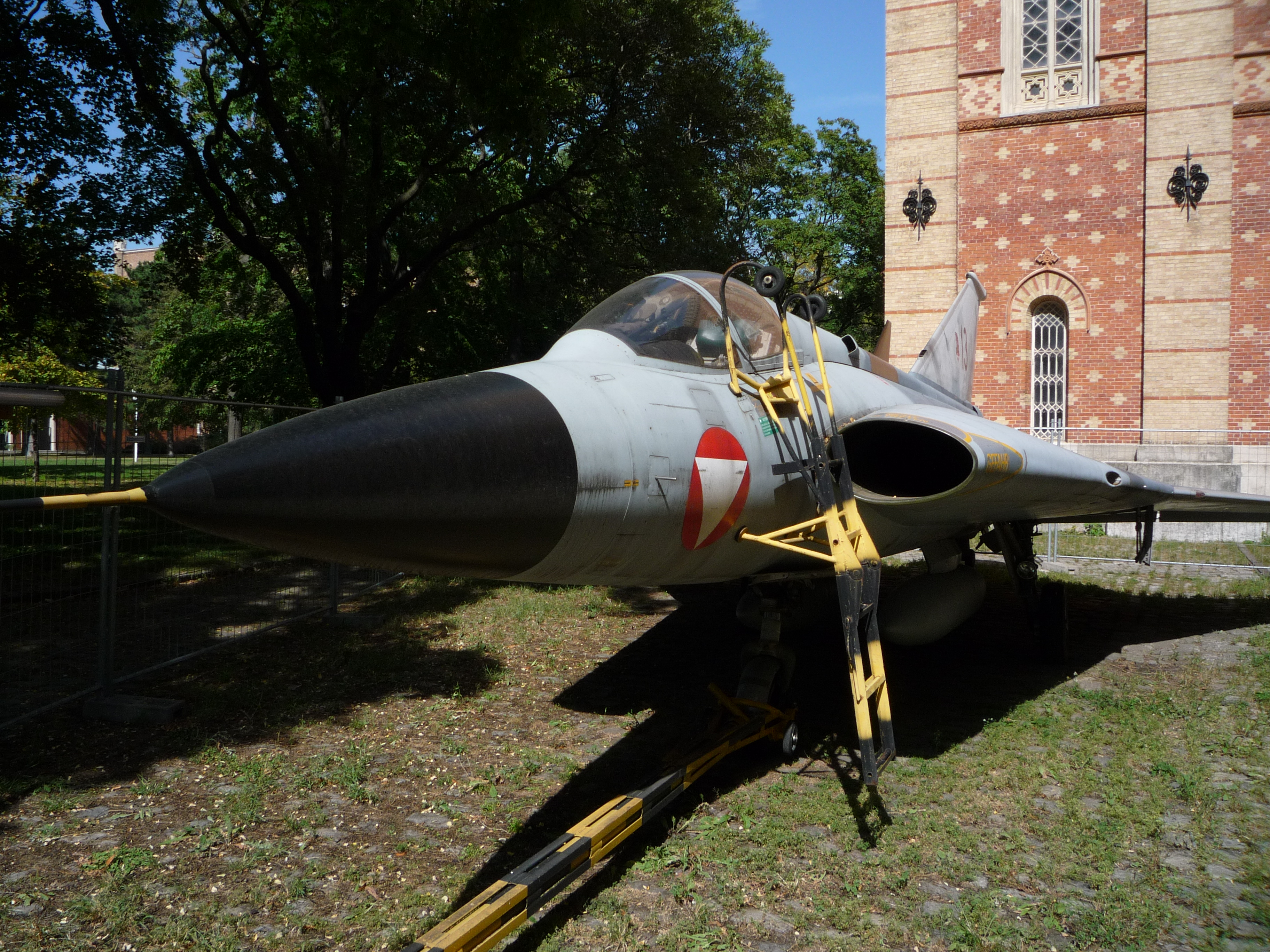
Saab Draken im HGM

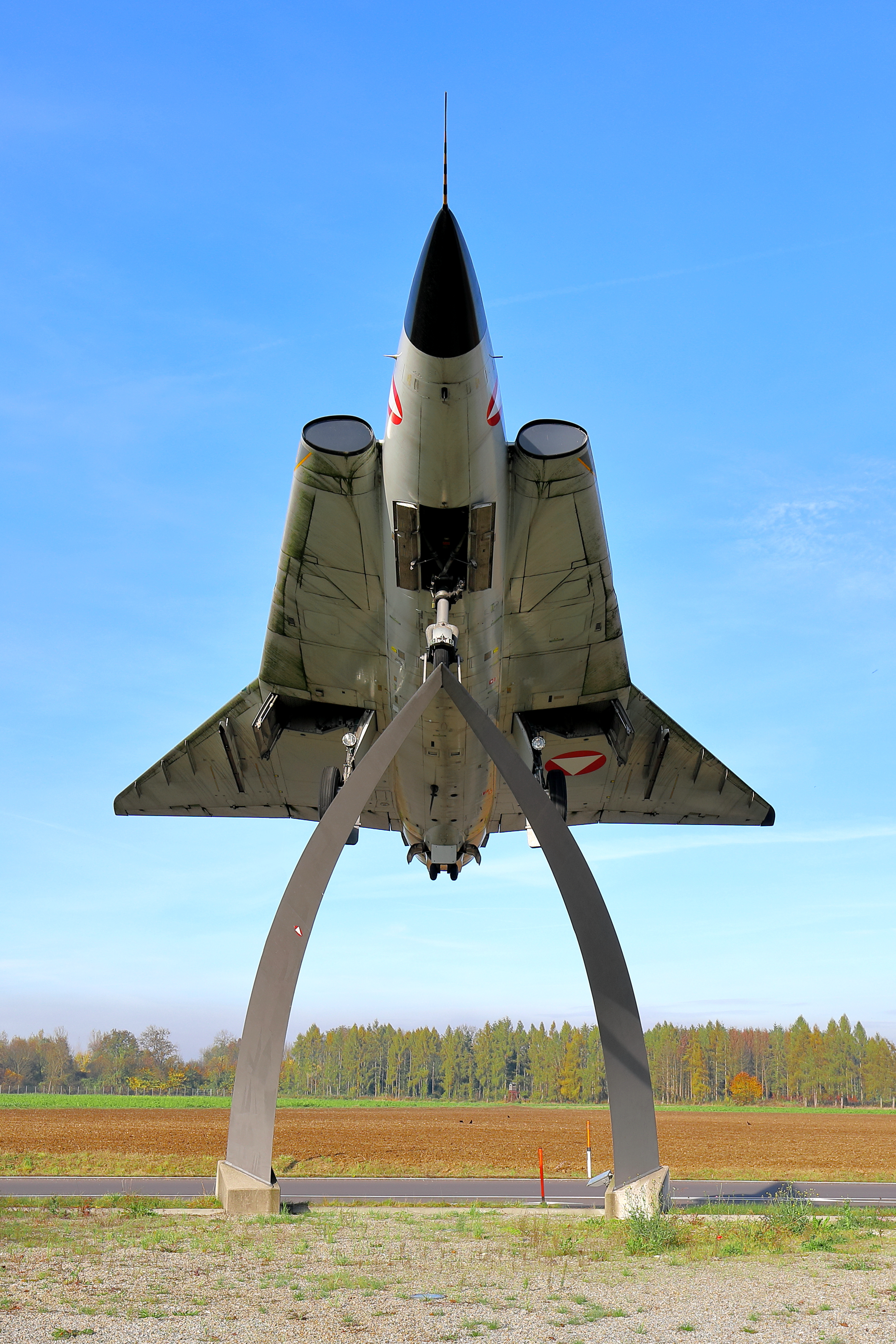
Saab Draken als Schauobjekt an der Zufahrtsstraße zum Fliegerhorst Vogler in Hörsching

Im Außenbereich des Wiener Heeresgeschichtlichen Museums befindet sich ein rund um die Uhr der Öffentlichkeit zugängliches Exemplar einer Draken, die vom österreichischen Bundesheer ausgemustert wurde. Zwei weitere Exemplare, die zuständigkeitshalber dem Heeresgeschichtlichen Museum zuzuzählen sind, befinden sich in der Militärluftfahrtausstellung im Fliegerhorst Hinterstoisser in Zeltweg, darunter auch die Draken im viel beachteten rot-weiß-roten Ostarrichi-Jubiläumsanstrich. Im Fliegerhorst Hinterstoisser besteht für die Ausstellungsbesucher die Möglichkeit, sich ins Cockpit der Draken zu setzen und davon ein Erinnerungsfoto anfertigen zu lassen. Des Weiteren wurde in der dortigen Museumswerkstätte damit begonnen, von der Saab Draken mit der Dienstbezeichnung „12“ im Rahmen einer Matura-Diplomarbeit der HTBLA Eisenstadt Flugtechnik, ein Schnittmodell anzufertigen. Jener Draken mit der Betriebsnummer „17“ wurde in der niederösterreichischen Stadt Tulln am Kreisverkehr Königstettner Straße / Kreuzung B14 ausgestellt. Zwei weitere ausgemusterte Maschinen, eine der Schwedischen Luftwaffe und eine der Luftstreitkräfte des Bundesheeres befinden sich im Österreichischen Luftfahrtmuseum am Flughafen Graz Thalerhof.
Im Zuge des Baues der Umfahrung Neubau wurde 2009/2010 zwischen der Zufahrtsstraße zum Fliegerhorst Vogler und der B1 die Saab Draken J 35D (J 35OE) mit der Seriennummer 35-340 (Serialnummer 35-1411) als Schauobjekt aufgestellt. Dieser Abfangjäger wurde um 1965 gefertigt, am 14. Oktober 1988 dem Österreichischen Bundesheer überstellt und im April 2005 ausgemustert.
Im Museum Bornholms Tekniske Samling auf der dänischen Ostseeinsel Bornholm wird ebenfalls ein Draken ausgestellt.
Des Weiteren befindet sich die österreichische Saab Draken J350E mit der Betriebsnummer "02" im Aeroscopia in Blagnac, Frankreich.
Seit 2008 wird der österreichische Saab Draken mit der Dienstbezeichnung „04“ im Technik Museum Speyer ausgestellt.

## Bemerkenswertes
- Die Saab J-35 Draken ist in dem Film Airborne – Flügel aus Stahl zu sehen, wo sie von Drogenbaronen genutzt wird.
- Zwei schwedische Saab J-35 Draken sind in dem Film Starfighter – Sie wollten den Himmel erobern zu sehen, wie sie eine deutsche F-104 begleiten, die in den schwedischen Luftraum geflogen ist, nachdem der Pilot bewusstlos geworden war.
- In der Luftfahrtcomicserie Buck Danny steht die „Draken“ in den Bänden 38–40 ebenfalls im Dienst von Drogenbaronen (die Originaltitel dieser Ausgaben lauten La Vallée de la mort verte, Requins en mer de chine und Ghost queen).
- Die Baupläne der Draken wurden durch Stig Wennerström an die Sowjetunion verraten.